# Quiry-le-Sec
Quiry-le-Sec é uma comuna francesa na região administrativa de Altos da França, no departamento de Somme. Estende-se por uma área de 6,88 km². Em 2010 a comuna tinha 327 habitantes (densidade: 47,5 hab./km²).